# شهرستان کوکمورسکی
شهرستان کوکمورسکی (به لاتین: Kukmorsky District) یک شهرستان در روسیه است که در تاتارستان واقع شده‌است.